# 흰 귀부인

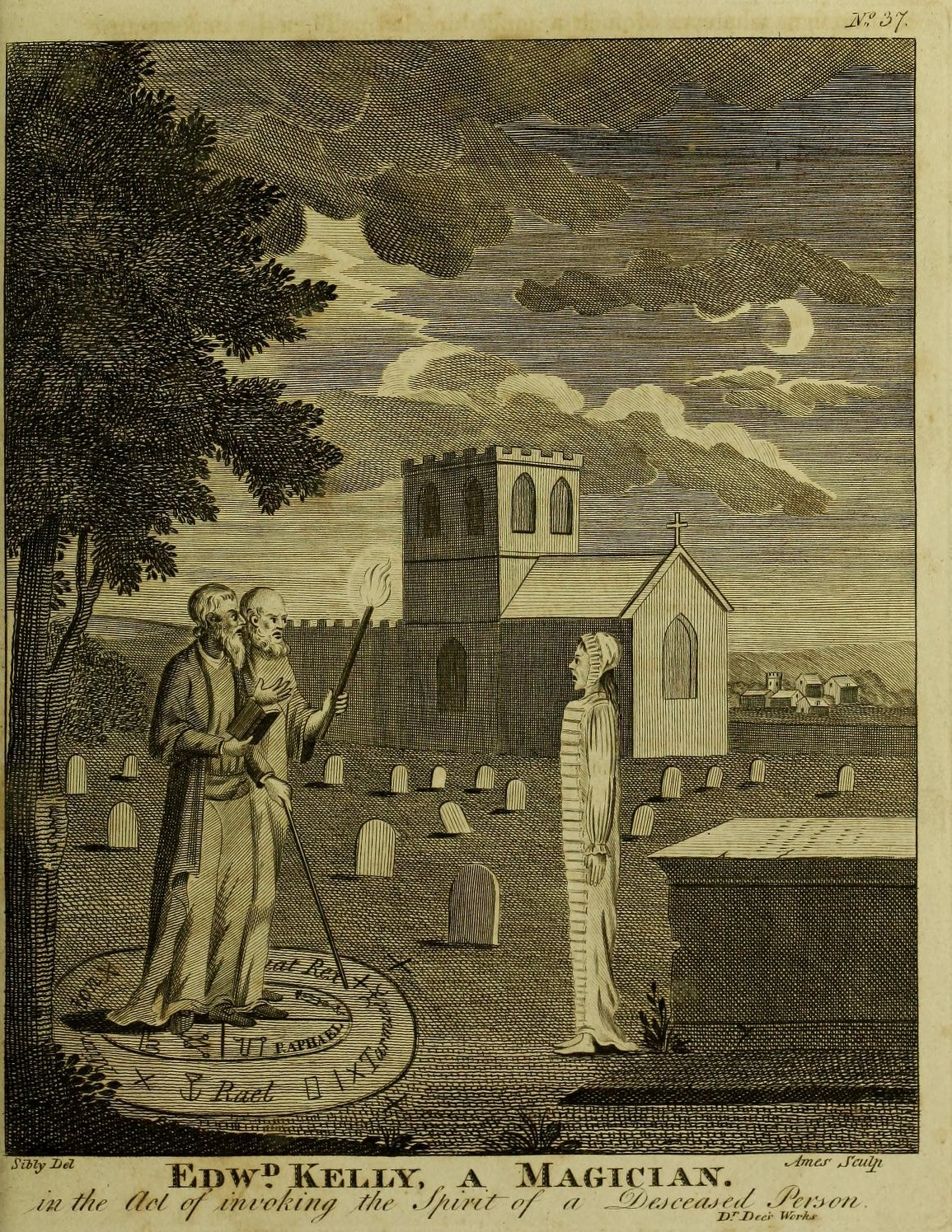

흰 귀부인(White Lady)은 여성 유령의 일종이다. 길고 곧은 머리카락이 있으며 보통은 흰옷이나 그와 비슷한 의상을 입고있다. 시골 지역에서 관찰되는 것으로 보고되며 지역의 비극의 전설과 관련된다. 흰 귀부인 전설은 세계의 수많은 국가에서 발견된다. 전설들은 우연한 사고, 살인, 자살 등과 연계된다.

## 같이 보기
- 바반 시
- 블러디 메리 (전설)
- 원령
- 사모빌라
- 그림자 인간